# 154 км (пост)
154 кіломе́тр — залізничний пасажирський пост Луганської дирекції Донецької залізниці.
Розташований на залізничній розвилці поблизу м. Отаманівка, Краснодонська міська рада, Луганської області на лінії Родакове — Ізварине між станціями Сімейкине (6 км), Краснодон (7 км) та Сімейкине-Нове (2 км).
Через військову агресію Росії на сході Україні транспортне сполучення припинене.